# Estrilda blava bec-roja
El estrilda blava bec-roja (Uraeginthus cyanocephalus) és un ocell de la família dels estríldids (Estrildidae).

## Hàbitat i distribució
Habita matollars xèrics de Sudan del Sud, Etiòpia, sud de Somàlia, Kenya i nord i nord-est de Tanzània.